# Abail
Abail is een bestuurslaag in het regentschap Simeulue van de provincie Atjeh, Indonesië. Abail telt 324 inwoners (volkstelling 2010).